# Fritz Strassmann
Friedrich Wilhelm Straßmann, dit Fritz Straßmann, (22 février 1902-22 avril 1980) est un chimiste allemand qui, avec Otto Hahn et Lise Meitner, a découvert la fission nucléaire de l'uranium en 1938.

## Biographie
Né à Boppard, il a commencé ses études de chimie en 1920 à l'université technique de Hanovre et a obtenu sa thèse de doctorat, consacrée à la solubilité de l'acide carbonique gazeux d'iode, en 1929. Straßmann a commencé une carrière d'universitaire parce que la situation sur le marché du travail dans l'industrie chimique était beaucoup plus mauvaise que dans les universités à cette époque-là. 
Straßmann a plus tard travaillé à l'institut Kaiser-Wilhelm à Berlin-Dahlem, premièrement à partir de 1929 (et, de 1948 à 1953 au sein de son successeur, l'institut Max-Planck de chimie à Mayence). Son expertise en chimie analytique a été utilisée par Otto Hahn et Lise Meitner dans leur recherche sur les produits du bombardement de l'uranium avec des neutrons. En décembre 1938 il a découvert en tant qu'étroit collaborateur d'Otto Hahn la fission nucléaire de l'uranium provoquée par des neutrons. Il a étudié également des méthodes pour des datations géologiques via la désintégration radioactive.
En 1946, il est devenu professeur de chimie inorganique à l'université de Mayence et en 1948, directeur du tout nouvel institut Max-Planck de chimie. Plus tard il a fondé l'institut pour la chimie nucléaire.
En 1957, il fut l'un des 18 de Göttingen, qui ont protesté contre l'idée du gouvernement d'Adenauer d'armer l'armée ouest-allemande d'armes nucléaires tactiques.
En 1966, le Président Johnson honora Otto Hahn, Lise Meitner et Fritz Straßmann du Prix Enrico Fermi. L'Union astronomique internationale a baptisé un astéroïde de son nom : (19136) Strassmann. Il est mort à Mayence.